# Miyavizm
Albums de Miyavi
Galyuu
(2003) MYV☆Pops
(2006)
Singles
Miyavizm est le 3e album de Miyavi, sorti sous le label PS Company et Universal Records le 1er juin 2005 au Japon. Il arrive 10e à l'Oricon et reste classé 4 semaines.

## Liste des titres
Toutes les paroles sont écrites par Miyavi.
| 1.  | Sukkyanen MYV~MYV Man Koushiki Ouenka (Zenpen) (好っきゃねんMYV～MYVマン公式応援歌～(前編))                                                                         | 2:25 |
| 2.  | Koi wa Push Phone♪ (恋はプッシュホン♪) | 3:59 |
| 3.  | Viva★Viva★Bebop ~Jinsei, Wakaranai~ (ビバ★ビバ★ビバップ～人生,泣き笑い～)                                                                                           | 4:13 |
| 4.  | Pop n' Roll Koushien (Baseball) (ポップンロール甲子園(ベースボール))                                                                                                | 4:17 |
| 5.  | Aho Matsuri (阿呆祭-アホまつり-) | 3:56 |
| 6.  | Sai Sai Sai Nara Byebyebye feat. PSY (さいさいさいならByebyebye) | 3:07 |
| 7.  | Ame ni Utaeba ~Pichi Pichi Chapu Chapu Ran Ran Blues~ (雨に唄えば～ピチピチチャプチャプランランブルース～)                                                          | 3:39 |
| 8.  | Rock 'N' Roll Is not Dead | 3:31 |
| 9.  | ♂Papa Mama♀ ~Nozomarenu Baby~ (♂パパママ♀～望まれヌBaby～) | 4:03 |
| 10. | Sukkyanen MYV~MYV Man Koushiki Ouenka (Kouen) (好っきゃねんMYV～MYVマン公式応援歌～(後編))                                                                          | 1:58 |
| 11. | Rock no Gyakushuu -Super Star no Jouken- (ロックの逆襲-スーパースターの条件-)                                                                                       | 3:35 |
| 12. | Freedom Fighters -Ice Cream Motta Hadashi no Megami to, Kikanjuu Motta Hadaka no Ousama- (Freedom Fighters-アイスクリーム持った裸足の女神と、機関銃持った裸の王様-) | 4:53 |

Toutes les paroles sont écrites par Miyavi.
| 1.  | Sukkyanen MYV~MYV Man Koushiki Ouenka (Zenpen) (好っきゃねんMYV～MYVマン公式応援歌～(前編))                | 2:25 |
| 2.  | Koi wa Push Phone♪ (恋はプッシュホン♪)                                                                     | 3:59 |
| 3.  | Viva★Viva★Bebop ~Jinsei, Wakaranai~ (ビバ★ビバ★ビバップ～人生,泣き笑い～)                                  | 4:13 |
| 4.  | Pop n' Roll Koushien (Baseball) (ポップンロール甲子園(ベースボール))                                       | 4:17 |
| 5.  | Aho Matsuri (阿呆祭-アホまつり-)                                                                           | 3:56 |
| 6.  | Sai Sai Sai Nara Byebyebye feat. PSY (さいさいさいならByebyebye)                                           | 3:07 |
| 7.  | Ame ni Utaeba ~Pichi Pichi Chapu Chapu Ran Ran Blues~ (雨に唄えば～ピチピチチャプチャプランランブルース～) | 3:39 |
| 8.  | Rock 'N' Roll Is not Dead                                                                                  | 3:31 |
| 9.  | ♂Papa Mama♀ ~Nozomarenu Baby~ (♂パパママ♀～望まれヌBaby～)                                                 | 4:03 |
| 10. | Sukkyanen MYV~MYV Man Koushiki Ouenka (Kouen) (好っきゃねんMYV～MYVマン公式応援歌～(後編))                 | 1:58 |
| 11. | Shakespeare ni Sasagu (シェイクスピアに捧ぐ)                                                               | 5:32 |

| 1. | Densetsu no catharsis -miyavi- (伝説のカタルシス-miyavi-) |  |